# Elda Piller Hoffer
Elda Piller Hoffer (* 19. April 1977) ist eine ehemalige italienische Bogenbiathletin.
Elda Piller Hoffer stammt aus einer sportbegeisterten Familie, neben anderen war auch ihre Schwester Licia Piller Hoffer erfolgreiche Bogenbiathletin. Bei den Top-15-Rennen 2001 in Pokljuka, wurde sie Sechste im Massenstartrennen, ein Jahr später in Ruhpolding Vierte. Bei der Weltmeisterschaft 2004 in Pokljuka wurde Piller Hoffer Achte des Sprints, Siebte der Verfolgung und kam im Massenstartrennen nicht ins Ziel. Mit ihrer Schwester und Nadia Peyrot gewann sie zudem die Staffel-Silbermedaille hinter den übermächtigen Russinnen und ersetzte dabei die langjährige Leistungsträgerin der italienischen Nationalmannschaft, Stefania D’Andrea. Auch 2005 gewann sie in Forni Avoltri zum zweiten Mal wie in der Besetzung des Vorjahres Staffel-Silber hinter Russland. Ihr gehört mit ihren Geschwistern und anderen Verwandten eine bewirtschaftete Ausflugshütte in der Nähe der Piave.

## Belege
1. ↑  Sorgenti del Piave (Memento des Originals vom 7. Dezember 2015 im Internet Archive)  Info: Der Archivlink wurde automatisch eingesetzt und noch nicht geprüft. Bitte prüfe Original- und Archivlink gemäß Anleitung und entferne dann diesen Hinweis.

| Personendaten    | Personendaten                |
| ---------------- | ---------------------------- |
| NAME             | Hoffer, Elda Piller          |
| KURZBESCHREIBUNG | italienische Bogenbiathletin |
| GEBURTSDATUM     | 19. April 1977               |